# Jelena Wladimirowna Saweljewa
Jelena Wladimirowna Saweljewa (russisch Елена Владимировна Савельева; * 16. Juni 1984 in Tula) ist eine russische Boxerin. Sie wurde 2010 in Bridgetown/Barbados Weltmeisterin der Amateurboxerinnen im Bantamgewicht.

## Werdegang
Jelena Saweljewa stammt aus Tula in Russland. Sie begann als Jugendliche mit dem Boxen und trat mit 18 Jahren in die russischen Streitkräfte ein, wo sie in ihrer Sportart stark gefördert wurde. Die Trainer, die sie an die Spitze führten, waren I. A. Oskin, N. D. Podjapolski und A. D. Duschina.
Das erste bekannte Ergebnis von ihr stammt von der russischen Meisterschaft im Jahre 2007. Sie belegte dabei in der Gewichtsklasse bis 50 kg Körpergewicht (KG), nach einer Punktniederlage im Viertelfinale gegen Jekaterina Werschbizkaja (8:18) den 5. Platz. Bei der russischen Meisterschaft 2008 konnte sie in derselben Gewichtsklasse an Jekaterina Werschbizkaja Revanche nehmen, denn sie gewann gegen diese, wieder im Viertelfinale, klar nach Punkten (21:7). Allerdings kam für sie dann das Aus im Halbfinale, wo sie gegen die vielfache russische Meisterin Wiktorija Ussatschenko nach Punkten verlor (7:17). Sie kam damit aber auf den 3. Platz und gewann damit eine Bronzemedaille.
Im weiteren Verlauf des Jahres 2008 konnte sie dann die verantwortlichen Trainer der russischen Frauen-Nationalstaffel überzeugen, denn sie wurde bei der Weltmeisterschaft dieses Jahres in Ningbo/China in der Gewichtsklasse bis 50 kg KG eingesetzt und konnte dort vollauf überzeugen. Sie gewann in Ningbo gegen Aigerm Askarowa, Kasachstan (6:5), gegen Tatjana Kob aus der Ukraine (5:3) und Chhoto Loura aus Indien (3:2) jeweils nach Punkten und stand damit im Finale der Nordkoreanerin Kim Hyung Ok gegenüber. Diesen Kampf verlor sie nach Punkten (2:9) und wurde damit Vize-Weltmeisterin.
2009 erreichte Jelena Jeweljewa bei der russischen Meisterschaft wieder den Endkampf, in dem sie allerdings gegen Wiktorija Ussatschenko klar nach Punkten verlor. Bei der Europameisterschaft 2009 in Mykolajiw/Ukraine wurde sie in der Gewichtsklasse bis 48 kg KG eingesetzt. Sie besiegte in Nikolajew Valeria Calabrese aus Italien (10:1) und Monika Csik aus Ungarn (3:1) nach Punkten, unterlag allerdings im Finale wieder ihrer Gegnerin, der Schwedin Jenny Hardings nach Punkten, wobei diese Niederlage bei einem Punktgleichstand von 2:2 nur wegen der etwas besseren Hilfspunkte für Hardings zu deren Gunsten entschieden wurde.
Auch im Jahre 2010 gelang es Jelena Saweljewa nicht, russische Meisterin zu werden. In diesem Jahr verbaute ihr Alexandra Kuleschowa, die sie im Finale nach Punkten besiegte (13:7), den Titelgewinn. Wie schon in den Jahren vorher wurde sie aber trotzdem bei der anstehenden internationalen Meisterschaft, der Weltmeisterschaft in Bridgeport/Barbados eingesetzt. Im Bantamgewicht (bis 54 kg KG) besiegte sie dort Anna Rogovich, Ukraine (9:3), Ayako Minowa, Japan (7:3), Nesty Petecio, Philippinen (12:3) und die Weltmeisterin von 2008 in dieser Gewichtsklasse Karolina Michalczuk aus Polen (14:5) jeweils nach Punkten. Im Endkampf stand sie der Nordkoreanerin Kim Hye Song gegenüber und konnte diese mit 7:3 nach Punkten schlagen und damit Weltmeisterin werden.
Zu Beginn des Jahres 2011 verlor Jelena Saweljewa beim 42. Grand-Prix in Ústí nad Labem im Fliegengewicht gegen Sandra Drabik aus Polen im Viertelfinale nach Punkten (0:1) und kam dadurch nur auf den 5. Platz. Bei der russischen Meisterschaft startete sie wieder im Fliegengewicht und besiegte dort Alesja Manoilowa (18:2) und Alexandra Kuleschowa (12:9) nach Punkten. Im Finale unterlag sie aber gegen Olessja Gladkowa (3:9) und kam dadurch nur auf den 2. Platz. Diese Niederlagen bewogen sie, künftig wieder eine Gewichtsklasse höher, im Bantamgewicht, zu starten, um dem ständigen Abtrainieren zu entgehen. Dass diese Maßnahme richtig war, zeigte sich schon im September 2011, als sie in dieser Gewichtsklasse beim stark besetzten Ladies-Nikolajew-City-Cup den Turniersieg davontrug. Sie besiegte dabei u. a. Ivanna Krupenina, Ukraine (+13:13) und im Finale Athina Malefaki aus Griechenland (18:1) nach Punkten. Sie wurde dann auch bei der Europameisterschaft in Rotterdam im Bantamgewicht eingesetzt, wo sie sich mit Siegen über Natasa Zerajic, Bosnien-Herzegowina, Elena Walendzik, Deutschland, Ayse Tas, Türkei und Sandra Drabik den Titel holte.
Im Jahre 2012 stand das Frauenboxen in drei Gewichtsklassen (bis 51 kg, bis 60 kg und bis 75 kg Körpergewicht) erstmals im olympischen Programm. Um in London starten zu können, musste Jelena Saweljewa notgedrungen wieder in die Gewichtsklasse bis 51 kg (Fliegengewicht) abtrainieren und sich außerdem bei der Weltmeisterschaft im Mai 2012 in Qinhuangdao/China dafür qualifizieren. In Qinhuangdao siegte sie über Ping Meng-chieh, Taiwan (19:8), Jana Juranowa, Tschechien (35:2) und Kim Hye-song, Nordkorea (11.5) jeweils nach Punkten. Sie erreichte mit diesen Siegen das Halbfinale und die Qualifikation für die Olympischen Spiele in London. Im Halbfinale unterlag sie gegen Nicola Adams aus England knapp nach Punkten (8:9). Bei den Olympischen Spielen in London besiegte sie zunächst Kim Hye-song nach Punkten (12:9), unterlag aber im Viertelfinale gegen die amtierende Weltmeisterin Ren Cancan aus China nach Punkten (7:12) und schied damit ohne Medaille aus.
Im Jahre 2013 fanden im Frauenbereich keine Welt- und Europameisterschaften statt. Bei der Europameisterschaft 2014 in Bukarest war Jelena Saweljewa in der Gewichtsklasse bis 54 kg (Bantamgewicht) am Start. Sie besiegte dort Anna Alimardanowa aus Aserbaidschan nach Punkten (2:0 RS), kam dann zu einem kampflosen Sieg über Marielle Hansen, Dänemark, schlug Michaela Walsh, Irland, nach Punkten (2:0 RS) und unterlag im Halbfinale gegen Marzia Davide aus Italien nach Punkten (0:3 RS). Sie gewann damit eine Bronzemedaille. Die gleiche Medaille gewann sie auch bei der Weltmeisterschaft im November im südkoreanischen Jeju. Sie startete dort wieder im Bantamgewicht und kam in ihrem ersten Kampf zu einem Techn. K.-o.-Sieg in der 3. Runde über Gao Yu-min, Taiwan, zu einem weiteren Techn. K.-o.-Sieg in der 2. Runde über Sally Mumba aus Sambia und siegte über Dina Scholaman aus Kasachstan nach Punkten (3:0 RS). Im Halbfinale gegen Stanimira Petrowa aus Bulgarien musste sie eine knappe Punktniederlage (1:2 RS) hinnehmen.

## Internationale Erfolge
| Jahr | Platz | Wettbewerb                       | Gewichtsklasse | Ergebnis |
| 2008 | 1.    | Ladies-Nikolajew-City-Cup        | bis 50 kg KG   | nach Punktsiegen über Wiktoria Salianik, Ukraine (14:11) u. Sumeyna Kaya, Türkei (8:7) |
| 2008 | 5.    | Witch-Cup in Pécs                | bis 50 kg KG   | nach Punktniederlage gegen Virginie Nave, Frankreich (4:10) |
| 2008 | 2.    | WM in Ningbo/China               | bis 50 kg KG   | nach Punktsiegen über Aigerim Askarowa, Kasachstan (6:5), Tatjana Kob, Ukraine (5:3) u. Chhoto Loura, Indien (3:2) u. einer Punktniederlage gegen Kim Hyung Ok, Nordkorea (2:9)                                                         |
| 2009 | 2.    | EM in Nikolajew/Ukraine          | Papier         | nach Punktsiegen über Valeria Calabrese, Italien (10:1) u. Monika Csik, Ungarn (3:1) u. einer Punktniederlage gegen Jenny Hardings, Schweden (2:2+)                                                                                     |
| 2009 | 1.    | Intern. Turnier in Astana        | Fliegen        | nach Punktsiegen über Jaina Tscherbekowa, Kasachstan (3:2), Ksenja Newzorowa, Kasachstan (3:2), Elena Walendzik, Deutschland (12:4) u. Aigerim Askarowa (4:3)                                                                           |
| 2010 | 1.    | Grand Prix in Ústí nad Labem     | Fliegen        | nach Punktsiegen über Simona Lucarno, Italien (6:0) u. Luo Jiaoling, China (6:3), einem Abbruchsieg i.d. 1. Runde über Jana Juranowa, Tschechien u. einem Punktsieg über Jaina Tscherbekowa (10:0)                                      |
| 2010 | 1.    | Ladies-Nikolajew-City-Cup        | Bantam         | nach Punktsiegen über Anna Rogovich (10:7) u. Ivanna Krupenina, Ukraine |
| 2010 | 1.    | WM in Bridgeport/Barbados        | Bantam         | nach Punktsiegen über Anna Rogovich (9:3), Ayako Minowa, Japan (7:3), Nesty Petecio, Philippinen (12:3), Karolina Michalczuk, Polen (14:5) u. Kim Hye Song, Nordkorea (7:3)                                                             |
| 2011 | 5.    | 42. Grand-Prix in Ústí nad Labem | Fliegen        | nach einem Punktsieg über Valeria Calabrese, Italien (3:2) und einer Punktniederlage gegen Sandra Drabik, Polen (0:1) |
| 2011 | 1.    | Ladies-Nikolajew-City-Cup        | Bantam         | nach Punktsieg über Marta Branas, Spanien (29:6), Ivanna Krupenina, Ukraine (+13:13), Shora Jahromi, Norwegen (15:4) und Athina Malefaki, Griechenland (18:1)                                                                           |
| 2011 | 1.    | EM in Rotterdam                  | Bantam         | nach Abbruchsieg in der 2. Runde über Natasa Zerajic, Bosnien-Herzegowina und Punktsiegen über Elena Walendzik, Deutschland (19:8), Ayse Tas, Türkei (9:4) und Sandra Drabik (16:12)                                                    |
| 2012 | 2.    | 43. Grand-Prix in Ústí nad Labem | Fliegen        | nach einem Abbruch-Sieg in der 4. Runde über Ermek Yilmaz, Türkei, einem Punktsieg über Jana Lewankowa, Weißrussland 815:4) und einer Punktniederlage gegen Nicola Adams, England (8:9)                                                 |
| 2012 | 3.    | WM in Qinhuangdao/China          | Fliegen        | nach Punktsiegen über Ping Meng-chieh, Taiwan (19:8), Jana Juranowa, Tschechien (35:2) und Kim Hye-song, Nordkorea (11:5) und einer Punktniederlage gegen Nicola Adams (6:11)                                                           |
| 2012 | 5.    | OS in London                     | Fliegen        | nach Punktsieg über Kim Hye-song (12:9) und Punktniederlage gegen Ren Cancan, China (7:12) |
| 2014 | 3.    | EM in Bukarest                   | Bantam         | nach Punktsieg über Anna Alimardanowa, Aserbaidschan (2:0), kampflosem Sieg über Marielle Hansen, Dänemark, Punktsieg über Michaele Walsh, Irland (2:0) und Punktniederlage gegen Marzia Davide, Italien (0:3)                          |
| 2014 | 3.    | WM in Jeju/Südkorea              | Bantam         | nach Techn. K.O.-Sieg in der 3. Runde über Gao Yu-min, Taiwan, Techn. K.O.-Sieg in der 2. Runde über Sally Mumba, Sambia, Punktsieg über Dina Scholaman, Kasachstan (3:0) und Punktniederlage gegen Stanimira Petrowa, Bulgarfien (1:2) |

## Länderkämpfe
| Jahr | Ort         | Begegnung                  | Gewichtsklasse | Ergebnis                                         |
| 2012 | Krasnojarsk | Russland gegen Polen       | Fliegen        | Punktniederlage gegen Karolina Michalczuk (7:10) |
| 2012 | Krasnojarsk | Russland gegen Ukraine     | Fliegen        | Punktsieg über Tatjana Kob (26:9)                |
| 2012 | Krasnojarsk | Russland gegen Russland II | Fliegen        | Punktsieg über Olessja Gladkowa                  |
| 2012 | Krasnojarsk | Russland gegen China       | Fliegen        | Punktsieg über Li Jinmei (13:7)                  |

## Russische Meisterschaften
| Jahr | Platz | Gewichtsklasse | Ergebnis |
| 2007 | 5.    | bis 50 kg      | nach Punktniederlage im Viertelfinale gegen Jekaterina Warschbizkaja (8:18) |
| 2008 | 3.    | bis 50 kg      | nach Punktsiegen über Swetlana Anannewa (16:12) u. Jekaterina Werschbizkaja (21:7) u. einer Punktniederlage im Halbfinale gegen Wiktorija Ussatschenko (7:17)                                                          |
| 2009 | 2.    | Fliegen        | nach einem Abbruchsieg i.d. 2. Runde über Nadeschda Panfilowa, einem Punktsieg über Anschela Uljanowa (12:5) u. einer Punktniederlage im Finale gegen Wiktorija Ussatschenko (1:14)                                    |
| 2010 | 2.    | Fliegen        | nach Abbruchsiegen i.d. 2. Runde über Anastasia Feofanowa u. i.d. 3. Runde über Walentina Pisarenko, einem Punktsieg über Olessja Gladkowa (+8:8) u. einer Punktniederlage im Finale gegen Alexandra Kuleschowa (7:13) |
| 2011 | 2.    | Fliegen        | nach Punktsiegen über Alesja Manoilowa (18:2) und Alexandra Kuleschowa (12:9) und einer Punktniederlage gegen Olessja Gladkowa (3:9)                                                                                   |
| 2012 | 1.    | Halbwelter     | nach Punktsiegen über Maria Grischina (16:3), Walentina Perewalowa (17:6), Alexandra Ordina (23:8) und Alexandra Ustinowa (21:13)                                                                                      |
| 2013 | 3.    | Halbwelter     | nach Abbruchsieg in der 3. Runde über Maria Woronowa, Punktsieg über Walentina Perewalowa (24:9) und Punktniederlage gegen Darja Abramowa                                                                              |

Erläuterungen
- OS = Olympische Spiele, WM = Weltmeisterschaft, EM = Europameisterschaft
- Papiergewicht, bis 48 kg, Fliegengewicht, bis 51 kg, Bantamgewicht, bis 54 kg, Leichtgewicht, bis 60 kg und Halbweltergewicht bis 64 kg Körpergewicht (seit 2009)
- beim Frauenboxen gab es bis zum Jahre 2008 bis zu 15 Gewichtsklassen. Bei einer Gewichtsklassen-Reform durch die AIBA wurde diese auf 10 reduziert und weitgehend denen der Männer angeglichen
- RS = Richterstimmen (Ende 2013 wurden von der AIBA die umstrittenen Punktmaschinen abgeschafft, die Urteile werden seit diesem Zeitpunkt wieder von Punktrichtern gefällt)